# Ermes Ronchi
Ermes Maria Ronchi (Racchiuso di Attimis, 16 agosto 1947) è un presbitero e teologo italiano dell'Ordine dei Servi di Maria.

## Biografia

### Primi passi
A diciotto anni, mentre studia al liceo con l'intenzione di diventare frate, conosce Giovanni Vannucci durante una settimana di incontri spirituali; Vannucci gli insegna che mondo sacro e mondo reale coincidono:
Vannucci lo aiuta inoltre a superare le frustrazioni nel rapporto con i superiori, suggerendogli che l'armonia va conquistata anzitutto nella relazione con Dio e con se stessi:
Altro incontro determinante è per lui quello con David Maria Turoldo.

### Attività
Ordinato sacerdote (1973), dà vita, insieme ad altri frati, ad una comunità sperimentale nella provincia di Vicenza (trasferitasi poi a Casale Monferrato):
Chiede di andare a Parigi, dove lavora come insegnante di italiano, di religione presso il Liceo italiano "Leonardo da Vinci", e come spazzino comunale per mantenersi gli studi. Consegue due dottorati: in Storia delle religioni con specializzazione in Antropologia culturale (alla Sorbona) e in Scienze Religiose (all'Institut catholique de Paris).
Nel 1980 torna in Italia, dove è destinato al convento dell'Annunciata di Rovato fino al 1991:
Dal 1991 al 1994 è nella comunità dei Servi di Maria a Verona.
Nel 1994, dopo sei mesi trascorsi a Parigi per rinfrescare gli studi, si stabilisce a Milano,  svolgendo varie attività presso la chiesa di San Carlo al Corso, dirigendo il Centro culturale Corsia dei Servi fondato da David Maria Turoldo.
Ha redatto i testi di riflessione per la veglia di 500 000 ragazzi all'Incontro nazionale dei giovani 2007.
È docente di Estetica Teologica ed Iconografia alla Pontificia facoltà teologica "Marianum" di Roma.
L'11 settembre 2012 è stato nominato parroco della parrocchia di San Carlo al Corso, a Milano.
Nel 2016, su incarico di papa Francesco, tiene le meditazioni degli esercizi spirituali alla Curia romana.
Dall'8 settembre 2016 vive nel convento di Santa Maria del Cengio, a Isola Vicentina (VI), piccola comunità dei Servi di Maria, che da tempo ha avviato, grazie all'apporto fondamentale di un gruppo di laici, attività che fanno crescere la spiritualità e favoriscono la riflessione su temi di attualità, tra i quali l'esigenza di diffondere nuovi stili di vita nel rispetto del Creato.
È autore di numerosi libri su temi biblici e spirituali; collabora inoltre con diverse testate giornalistiche, tra cui l'Avvenire. Ha affermato:

### Il commento del Vangelo in TV
Dal novembre del 2009 al 2014 ha sostituito Raniero Cantalamessa nella conduzione della rubrica Le ragioni della Speranza all'interno del programma di cultura cattolica A Sua immagine. La conduzione di Ermes Ronchi ha la caratteristica di associare sovente il commento del Vangelo alla visita di una comunità di ispirazione religiosa ed ogni puntata si conclude con la lettura di una poesia devozionale tra quelle dei più vari autori.

## Opere
Ogni libro di Ermes Ronchi è incentrato su un particolare tema di riflessione: il Padre Nostro (Il canto del pane), la preghiera (Dieci cammelli inginocchiati), la conversione (Divina seduzione), l'amicizia (I baci non dati), la bellezza, (Tu sei bellezza), la vita (Sulla soglia della vita), la speranza (Al mercato della speranza). Ha scritto inoltre dei libri dedicati a Maria (Bibbia e pietà mariana e Le case di Maria) e al commento del Vangelo (Sciogliere le vele, L'alfabeto della vita, La bellezza tua voglio cantare, Respirare Cristo, Prima delle sorgenti).
- Il cantico del cuore, Sardini, 1992.
- Il canto del pane, Sardini, 1995 (ried. San Paolo, 2002).
- Dieci cammelli inginocchiati. Variazioni sulla preghiera, Gam, 1998 (ried. Paoline, 2004).
- Dietro i mormorii dell'arpa, Servitium, 1999.
- Bibbia e pietà mariana: presenze di Maria nella Scrittura, Queriniana, 2002.
- Ha fatto risplendere la vita, Omelie dell'Anno B, Servitium, 2003 (isbn 9788881663583).
- Divina seduzione. Storie di conversione: Paolo, Pacomio, Agostino, Ignazio, Paoline, 2004.
- Sciogliere le vele. Commento ai vangeli festivi. Anno A, San Paolo, 2004.
- L'alfabeto della vita. Commento ai vangeli festivi. Anno B, San Paolo, 2005.
- Le case di Maria. Polifonia dell'esistenza e degli affetti, Paoline, 2006.
- La bellezza tua voglio cantare. Omelie dell'anno C, Servitium, 2006 (isbn 9788881662807).
- Respirare Cristo. Commenti ai Vangeli festivi. Anno C, San Paolo, 2006.
- Prima delle sorgenti. Omelie dell'anno A, Servitium, 2007 (isbn 9788881662906).
- I baci non dati, Paoline, 2007.
- Tu sei bellezza, Paoline, 2008.
- Sulla soglia della vita. Per una parola che accenda il cuore, San Paolo, 2008.
- Al mercato della speranza, Paoline, 2008.
- Il futuro ha un cuore di tenda, Romena, 2010.
- Come un girasole. Note di preghiera, EMP, 2010.
- Natale, l'abbraccio di Dio, Paoline, 2011.
- Sulla soglia della vita, San Paolo, 2011.
- Le ragioni della speranza. Commenti ai Vangeli domenicali. Anno C, Paoline, 2012.
- L'Ave Maria spiegata da Ermes Ronchi, San Paolo, 2012.
- Perché avete paura? La speranza delle Scritture, con Marina Marcolini, San Paolo, 2012.
- Le ragioni della speranza. Commenti ai Vangeli domenicali. Anno A, con Marina Marcolini, Paoline, 2013.
- Maria casa di Dio. Variazioni sull'Ave Maria, il Magnificat e la vera devozione, EMP, 2013.
- Le nude domande del Vangelo. Meditazioni proposte a Papa Francesco e alla Curia romana, San Paolo Edizioni 2016
- L'infinita pazienza di ricominciare, Romena 2016. 1ª edizione.
- Ascoltarlo era rimanere accesi. Per un cammino liturgico in famiglia (Anno B), San Paolo Edizioni 2023